# Extinção do Cretáceo-Paleogeno

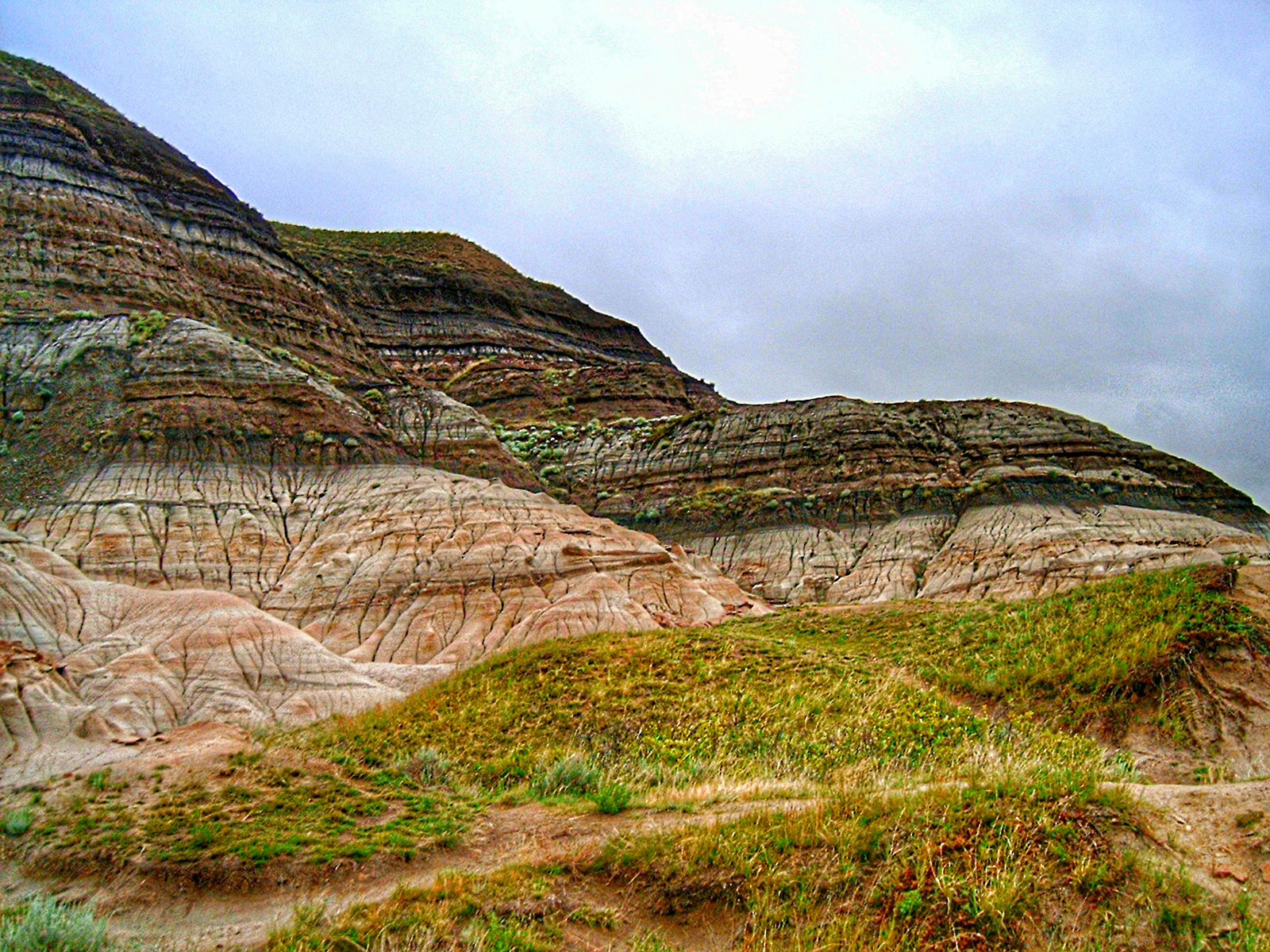
Terreno em erosão em Drumheller, Canadá, onde se observa o nível K-Pg, registro da passagem do Cretáceo para o Paleogeno.

A extinção do Cretáceo-Paleógeno (K-Pg), anteriormente chamada de extinção do Cretáceo-Terciário (K-T), foi uma extinção em massa, ocorrida há mais ou menos 65,5 milhões de anos, que marca o fim do período Cretáceo (K, abreviação tradicional) e o início do Paleógeno (Pg). Este evento teve um enorme impacto na biodiversidade da Terra e vitimou boa parte dos seres vivos da época, incluindo os dinossauros e outros répteis gigantes. O registro estratigráfico mostra que o desaparecimento abrupto das espécies que foram extintas coincide com um nível estratigráfico, denominado nível K-Pg, rico em irídio, um elemento químico pouco abundante na Terra e geralmente associado a corpos extraterrestres ou a fenômenos vulcânicos. Diversas teorias tentam explicar a extinção K-Pg, sendo que a mais aceita atualmente é a que justifica a catástrofe como sendo resultado da colisão de um asteroide com a Terra.
A partir de 1989, a Comissão Internacional de Estratigrafia deixou de reconhecer o período Terciário. Em seu lugar foram estabelecidos dois períodos, o Paleógeno (constituído pelas épocas Paleoceno, Eoceno e Oligoceno) e o Neógeno (constituído pelas épocas Mioceno e Plioceno). Com isso, muitos geólogos passaram a adotar o termo extinção K-Pg (onde Pg representa o período Paleógeno) em substituição ao termo extinção K-T.

## Padrões de extinção

Intensidade das extinções marinhas através do tempo. O gráfico azul mostra a percentagem aparente (não o número absoluto) de géneros de animais marinhos que se tornaram extintos durante cada um dos intervalos temporais. Não representa todas as espécies marinhas, apenas aquelas que são facilmente fossilizadas.

Apesar de o evento ter sido severo, houve variabilidade significativa na taxa de extinção entre e dentro de clados. Como as partículas atmosféricas bloquearam a luz do sol, reduzindo a quantidade de energia solar que chega à superfície da Terra, as espécies que dependem da fotossíntese sofreram declínio ou extinguiram-se. Organismos capazes da fotossíntese, incluindo fitoplâncton e plantas terrestres, formavam os alicerces da cadeia alimentar no fim do Cretáceo tal como hoje em dia. Evidências sugerem que animais herbívoros morreram quando as plantas das quais dependiam se tornaram raras; consequentemente, predadores do topo da cadeia tais como o Tiranossauro rex também pereceram.
Cocolitóforos e moluscos, incluindo amonitas, rudistas, caracóis de água doce e mexilhões, e organismos cuja cadeia alimentar incluía estes construtores de carapaças, tornaram-se extintos ou sofreram perdas consideráveis. Por exemplo, pensa-se que amonitas foram a fonte principal de comida de mosassauros, um grupo de répteis marinhos gigantes que se extinguiram na transição.
Onívoros, insetívoros e animais que se alimentam de carniça sobreviveram à extinção em massa, talvez devido ao aumento da disponibilidade das suas fontes de alimento. No fim do Cretáceo, parecia não haver mamíferos puramente herbívoros ou carnívoros. Os mamíferos e aves que sobreviveram à extinção alimentaram-se de insetos, minhocas e caracóis, que se alimentavam de plantas mortas e matéria animal em decomposição. Cientistas colocam a hipótese de que estes organismos sobreviveram ao colapso das cadeias alimentares baseadas nas plantas porque se alimentavam de detritos.
Em comunidades de riachos, poucos grupos de animais se tornaram extintos; porque estas comunidades dependem menos diretamente em comida de plantas vivas e mais em detritos vindos da terra. Padrões similares, mas mais complexos, foram também encontrados nos oceanos. A extinção foi mais severa entre animais vivendo na coluna de água, do que entre animais que vivem em cima ou no fundo oceânico. Os animais na coluna de água são quase inteiramente dependentes de produção primária de fitoplâncton vivo, enquanto que os animais que vivem no fundo oceânico se alimentam de detritos ou podem mudar para uma alimentação à base de detritos.
Os maiores animais que respiram ar sobreviventes deste evento, crocodilianos e Choristodera, eram semiaquáticos e tinham acesso a detritos. Crocodilianos modernos podem viver como detritívoros e podem sobreviver durante meses sem comida, e os seus juvenis são pequenos, crescem devagar e alimentam-se principalmente de invertebrados e organismos mortos ou fragmentos nos seus primeiros anos. Foi feita uma ligação entre estas características e a sobrevivência dos crocodilianos no fim do Cretáceo.
Após o evento K-Pg, a biodiversidade precisou de uma quantidade substancial de tempo para se recuperar, apesar da existência de nichos ecológicos vagos em abundância.

## Impacto na biodiversidade

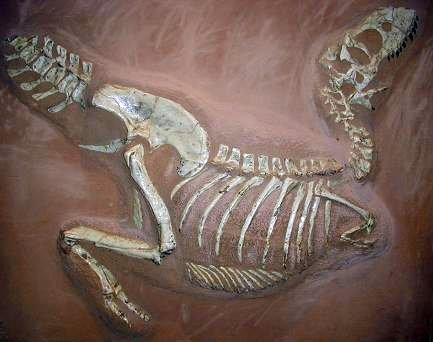
O tarbossauro foi um dos gêneros que se extinguiram no evento K-Pg.

A extinção K-Pg, apesar de não ser a maior extinção em massa da história, é a mais conhecida devido ao desaparecimento dos dinossauros. Este evento vitimou cerca de 26% das famílias existentes e pelo menos 75% das espécies, tanto de organismos terrestres como marinhos. As classes mais afetadas foram a dos répteis e a dos moluscos. Segue-se uma lista dos grupos que se extinguiram no final do Cretáceo:
- Dinossauros: foram as principais vítimas da extinção K-Pg; quase todo o grupo desapareceu da Terra, com exceção apenas das aves, das quais foram extintas as ordens enantiornithes e hesperornithiformes. Várias análises de fósseis de pássaros mostraram o surgimento de duas ordens de aves atuais antes do limite K–Pg: os primeiros Anseriformes e Galiformes coexistindo com dinossauros não aviários.[9] As demais ordens de aves atuais surgiriam após o evento de extinção em massa. Entretanto, a longa escala de evolução que ocorreu nos últimos milhões de anos apagou a maior parte das semelhanças morfológicas externas que deveriam existir entre as aves atuais e os dinossauros;
- Plesiossauros: répteis pré-históricos marinhos; grupo eliminado;
- Pterossauros: répteis pré-históricos voadores; grupo eliminado;
- Mosassauros: répteis escamados marinhos; grupo eliminado;
- Rudistas: moluscos bivalves construtores de recifes; grupo eliminado;
- Amonites: cefalópodes de concha espiralada; grupo desaparecido;
- Belemnites: cefalópodes com concha em forma de bala; grupo desaparecido.

Observação: os ictiossauros, pliossauros e estegossauros já haviam sido extintos milhões de anos antes desta extinção em massa.
Para além destes grupos, desapareceram também muitas famílias de foraminíferos, equinodermes, corais e esponjas. Os números de cefalópodes, equinodermos e gêneros de bivalves apresentaram diminuição significativa após o evento K-Pg. A maioria das espécies de braquiópodes, um pequeno filo de invertebrados marinhos, sobreviveu ao evento de extinção K-Pg e se diversificou durante o Paleoceno. Exceto pelos nautiloides (representados pela ordem moderna Nautilida) e coleoides (que já haviam divergido em polvos modernos, lulas e sépias), todas as outras espécies da classe Cephalopoda extinguiram-se no evento K-Pg. Houve uma diminuição de 10% na diversidade de peixes ósseos e de 20% na de peixes cartilaginosos. Há provas contundentes de perturbação global de comunidades de plantas no evento K-Pg. As extinções são vistas tanto em estudos de pólen fóssil e folhas fósseis. Na América do Norte, os dados sugerem devastação maciça e extinção em massa de plantas nas seções de fronteira K-Pg, embora houvesse mudanças substanciais megaflorais antes do limite. Na América do Norte, aproximadamente 57% das espécies de plantas tornou-se extinta. Mas a extinção de animais e vegetais não foi o único impacto deste evento na biodiversidade. Os desaparecimentos possibilitaram a radiação adaptativa dos grupos que sobreviveram nos nichos ecológicos que ficaram vagos. O melhor exemplo deste fenômeno foi a explosão de diversidade dos mamíferos placentários - que, até então, eram, em sua maioria, animais de pequeno porte, solitários e noturnos.

## Impacto de asteroide com a Terra

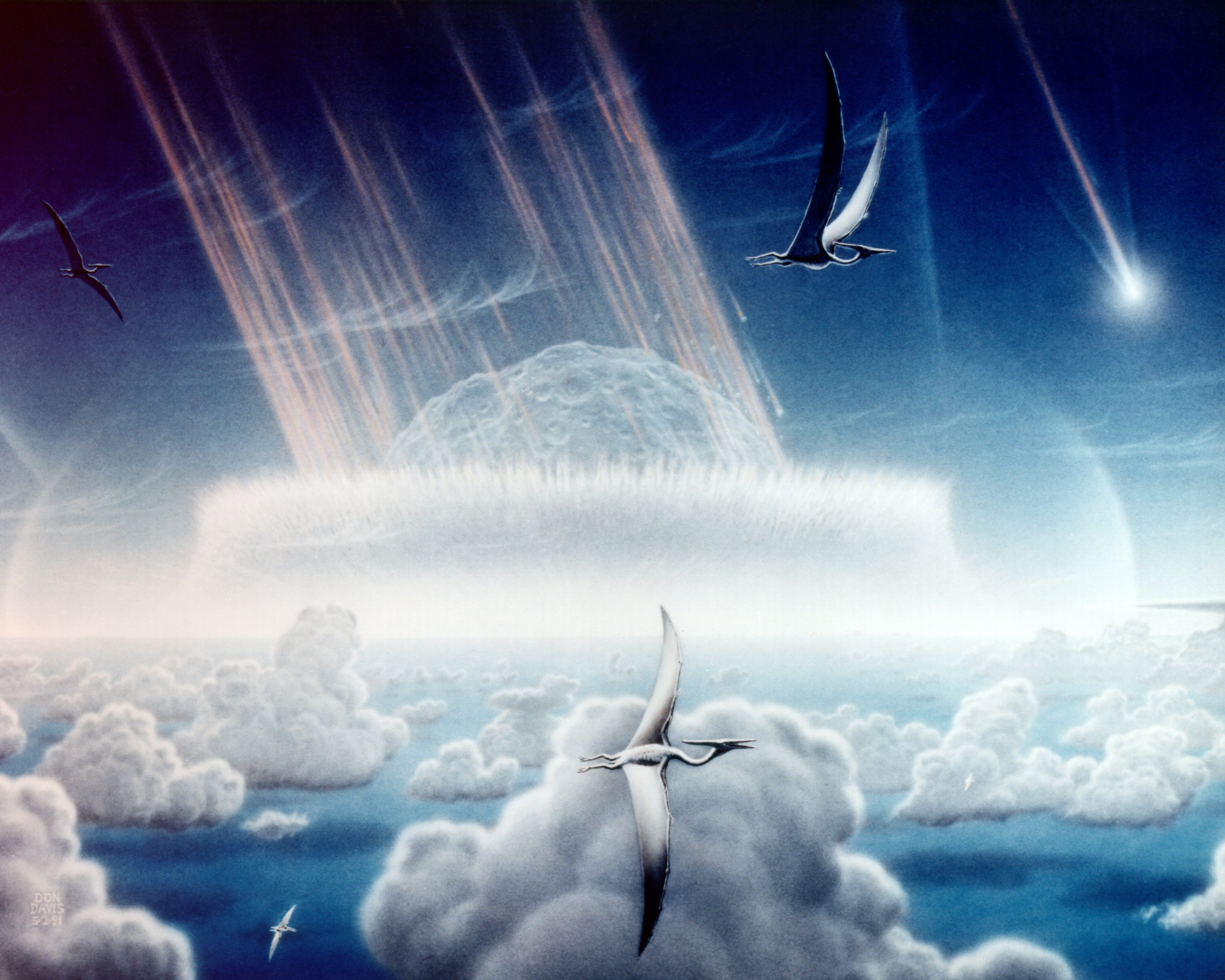
Representação artística do impacto de um asteroide na superfície da Terra no Cretáceo.

O físico estadunidense Luis Walter Alvarez, vencedor do Prêmio Nobel de Física de 1968, e seu filho Walter Alvarez foram os primeiros a propor oficialmente que os dinossauros teriam sido extintos devido ao impacto de um asteroide com a Terra. Essa ideia, formulada em 1980 e publicada em 1982, evoluiu e atualmente desponta como a melhor teoria para explicar o fim dos dinossauros. O primeiro indício de que essa teoria estaria correta surgiu em 1978 com a descoberta de uma fina camada de irídio nas rochas que se formaram no fim do período Cretáceo. O irídio é um elemento raro no planeta Terra, mas é encontrado com frequência em asteroides e cometas. A segunda evidência a favor dessa teoria veio com a descoberta de uma enorme cratera soterrada em Chicxulub, no Estado de Iucatã, México, medindo cerca de 180 quilômetros de diâmetro. De acordo com diversos estudos, o asteroide que caiu no México tinha mais de 10 quilômetros de diâmetro e o impacto dele com a Terra liberou energia equivalente à da explosão de cinco bilhões de bombas atômicas como as usadas sobre Hiroshima e Nagasaki em 1945 (o que corresponde a cerca de 100 mil gigatons de TNT). Um impacto dessas dimensões teria erguido poeira e terra suficientes para tapar a luz do Sol durante anos, matando assim a maior parte das espécies vegetais que necessitavam fazer fotossíntese para viver. Sem os vegetais, os dinossauros herbívoros acabaram morrendo de fome e, sem esses, os dinossauros carnívoros morreram também. Essa reação em cadeia teria causado a extinção total dos dinossauros.
A colisão do asteroide com a Terra desencadeou uma série de tragédias ecológicas. Com o impacto, alguns detritos foram arremessados até o espaço e entraram na órbita da Terra, onde ficaram por algum tempo e só depois caíram. Os incêndios em escala global e a liberação de grandes quantidades de gás carbônico (CO2) na atmosfera causaram o efeito estufa. Com o calor, as moléculas de nitrogênio e oxigênio se quebraram e se combinaram com o hidrogênio formando o ácido nítrico (HNO3). Sucederam-se então longos períodos de chuva ácida, prejudicando ainda mais a vida terrestre. Paralela e consecutivamente, o aumento da acidez e da temperatura dos oceanos afetou gravemente os ecossistemas marinhos.

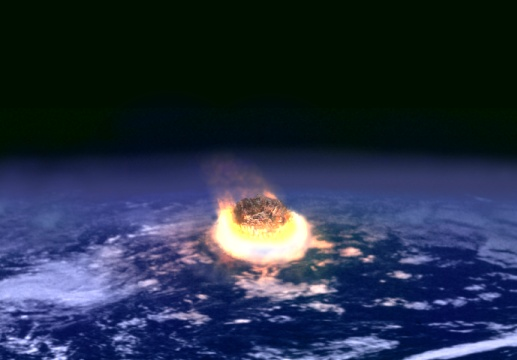
O evento de impacto.

Já foram encontradas várias outras crateras menores com idade aproximada de 65,5 milhões de anos. Acredita-se que os asteroides responsáveis por tais crateras possam ter sido companheiros do que caiu no México naquela mesma época. Dentre estas crateras destacam-se a de Boltysh na Ucrânia (com 24 quilômetros de diâmetro), a de Silverpit na costa do Reino Unido (com vinte quilômetros de diâmetro), a de Eagle Butte em Alberta, Canadá (com cerca de 10 quilômetros de diâmetro) e a de Vista Alegre no sul do Brasil (com 9,5 quilômetros de diâmetro).
Embora bastante consistente, a teoria do impacto de um asteroide com a Terra há 65,5 milhões de anos pode não estar correta. Pesquisas recentes concluíram que o impacto de asteroide em Chicxulub ocorreu 300 mil anos antes do grande extermínio.
Também existe a possibilidade de que milhares de anos depois da queda do asteroide na América do Norte outro asteroide tenha se chocado com o planeta, mas dessa vez o impacto teria sido no oceano e, por isso, os seus vestígios ainda não foram encontrados. Dependendo do tamanho desse suposto segundo asteroide, o impacto no oceano teria causado imensas tsunamis que teriam varrido a costa de vários continentes e concluído com o extermínio dos dinossauros e das demais espécies extintas. Um grande reforço a esta hipótese surgiu em 1987 com a descoberta de uma cratera submarina na Nova Escócia, Canadá, conhecida atualmente como cratera de Montagnais. A cratera de Montagnais possui uma idade aproximada de 65,5 milhões de anos e um diâmetro de cerca de 45 quilômetros, em virtude do que muitos estudiosos afirmam que a mesma pode ter tido relação direta com a extinção K-Pg.

## Teorias alternativas
Existem mais de dez teorias sobre as causas da extinção K-Pg, mas nenhuma se mostra completamente irrefutável e consensualmente reconhecida pela comunidade científica atual.

### Chuva de cometas (não de asteroides)
Se o que causou a extinção K-Pg foi uma rocha vinda do espaço, isso não significa, necessariamente, que tenha sido um asteroide pesado e massivo. Na verdade, pode ter sido uma chuva de cometas. Vários paleontólogos e cientistas acreditam nesta hipótese devido ao fato de as crateras já encontradas provenientes de impactos no fim do Cretáceo serem datadas de muitos milhares de anos antes da extinção definitiva dos dinossauros, o que os leva a crer que o que causou a extinção K-Pg (ou, ao menos, o que concluiu a extinção) não tenha formado uma cratera. Se foi um cometa e não um asteroide, existe uma grande possibilidade de este ter explodido violentamente na atmosfera antes de tocar o chão. Explosões dessa natureza podem causar grandes estragos, dependendo diretamente do tamanho e da composição do cometa; no entanto, esse tipo de fenômeno é muito raro. A última vez em que isso teria acontecido foi em 30 de junho de 1908, quando aproximadamente 2 150 km² de floresta foram destruídos nas proximidades do lago Baikal, na Sibéria, no episódio que ficou conhecido como evento de Tunguska.
Se um cometa sozinho é capaz de destruir uma floresta inteira, é provável que uma imensa chuva de cometas seja capaz de varrer o mundo inteiro, causando uma devastação equivalente àquela que matou os dinossauros. A presença de irídio nas rochas do fim do Cretáceo amolda-se com perfeição a essa teoria; por outro lado, os cometas são relativamente raros e solitários no Sistema Solar e os cientistas desconhecem o que poderia ter arremessado cometas de outras regiões do espaço em nossa direção. Nas 100 000 UA que se estendem a partir do Sol, os cometas só são encontrados em grande quantidade na Nuvem de Oort, que é uma região bastante afastada e que interage muito pouco com a gravidade da nossa estrela ou dos demais planetas conhecidos. Nenhum fenômeno ou corpo celeste conhecido atualmente poderia ter arremessado tantos milhões de cometas da Nuvem de Oort contra o interior do Sistema Solar (onde a Terra e os demais planetas estão situados). Entretanto, existem três teorias paralelas que podem explicar isso:
- O Sol poderia ter uma escura e pequena estrela companheira, talvez uma anã marrom, ainda não detectada, que foi chamada Nêmesis, e que o circundaria num período de muitos milhões de anos. Em algum momento, ao longo de sua órbita, a estrela passaria pela Nuvem de Oort enviando, através da ação de seu campo gravitacional, bilhões de cometas para o Sistema Solar, muitos milhões dos quais acabariam atingindo a Terra. No entanto, é muito improvável que o Sol tenha uma estrela companheira ainda não detectada, por menor e mais escura que seja. Existindo, algum vestígio dela já deveria ter sido encontrado.
- Outra possibilidade semelhante seria a existência de um planeta de grandes dimensões, talvez um gigante gasoso, muito distante e ainda não detectado, que foi denominado Planeta X, cuja órbita passaria por baixo e por cima da Nuvem de Oort a cada muitos milhares de anos. Em algum momento, estas variações na órbita teriam feito o planeta atravessar a Nuvem de Oort, arremessando bilhões de cometas para o Sistema Solar, muitos (talvez milhões) dos quais poderiam atingir a Terra. A existência desse planeta, entretanto, ainda não foi comprovada.
- Apesar do grande número de seguidores que as duas teorias acima possuem, vários estudos[17] vêm favorecendo a tese de que os cometas aparecem em imensa quantidade no Sistema Solar simplesmente porque o Sol, em seu percurso ondulante ao redor do centro galáctico, atravessa o mediano da Via Láctea, a região que marca a linha reta em relação ao centro. Isso ocorre, em média, a cada 33 milhões de anos e pode trazer problemas, já que o mediano é cheio de estrelas, asteroides, cometas e poeira interestelar.

Como é possível observar, o maior problema da teoria que aponta os cometas como os verdadeiros responsáveis pela extinção K-Pg é que a mesma depende da veracidade de outras teorias menores como base, o que ainda não foi comprovado.

### Vulcanismo maciço

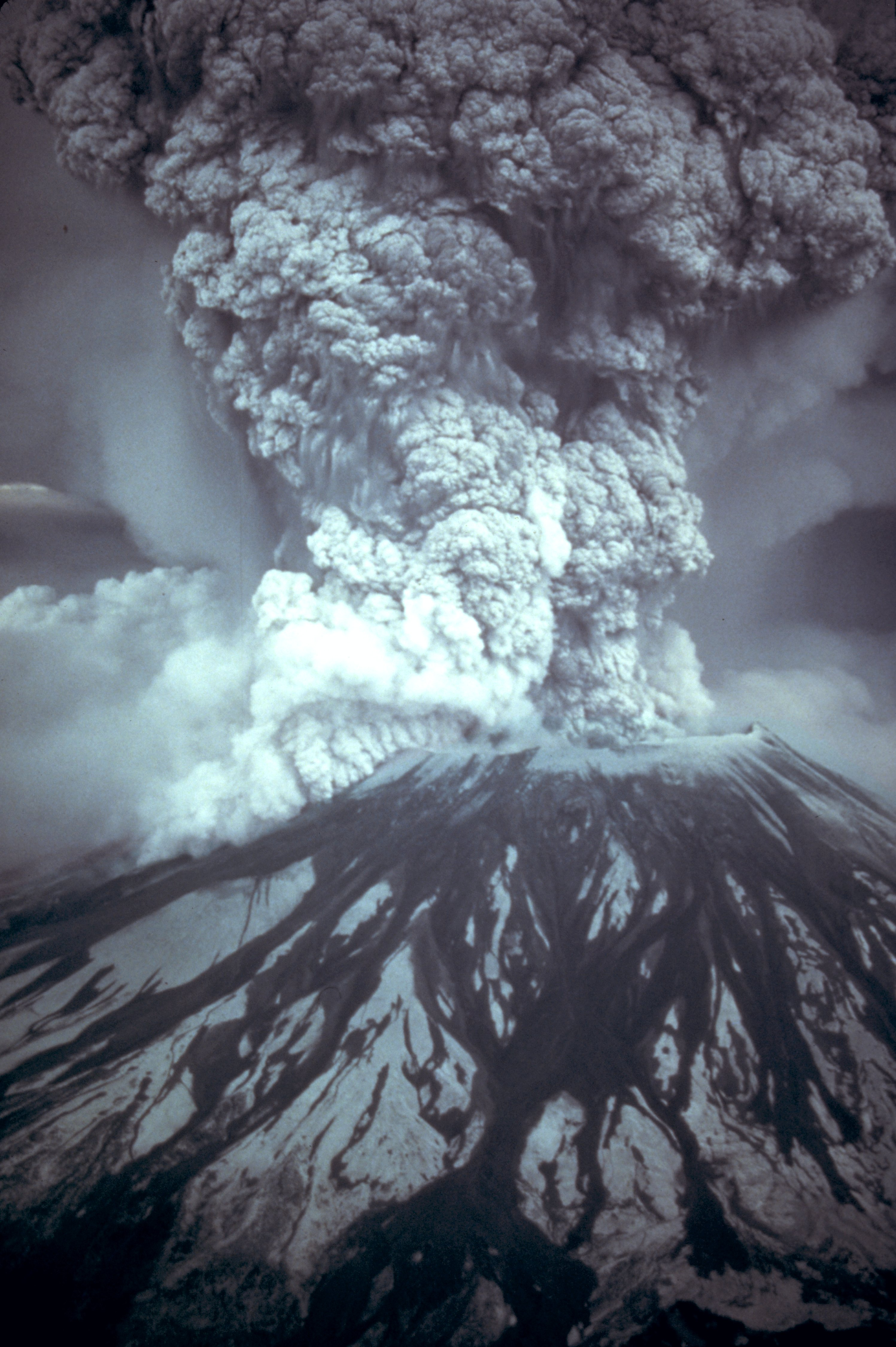
Os vulcões podem ter sido os principais responsáveis pela extinção K-Pg.

Uma outra teoria justifica a extinção K-Pg como resultado de intensas e duradouras erupções vulcânicas ocorridas há 65,5 milhões de anos na faixa de terra que forma hoje o Planalto de Deccan, no centro da Índia. Tais erupções teriam prosseguido por milhares de anos, tempo suficiente para que verdadeiros mares de lava basáltica fossem expelidos através da crosta terrestre. As erupções teriam libertado também gases e poeira suficientes para envenenar toda a atmosfera terrestre durante anos, impedindo que a luz do Sol alcançasse a superfície do planeta.
Os efeitos desta catástrofe natural sobre a biodiversidade terrestre e marinha teriam sido semelhantes aos que o impacto de um asteroide com a Terra desencadearia, adágio disso é que em ambos os casos a extinção das espécies ocorreria na mesma ordem da cadeia alimentar, com a morte dos produtores primários (dos quais podemos destacar os vegetais autotróficos, que sem a luz do Sol não conseguem fazer fotossíntese) em um primeiro momento, depois os consumidores primários (que precisam se alimentar dos produtores para viver) e por fim os predadores.
A atividade vulcânica do fim do Cretáceo e a presença de irídio nas rochas datadas deste período poderiam estar diretamente interligadas, uma vez que no interior da Terra o irídio está presente em pequenas quantidades e normalmente não sobe à superfície, a menos que ocorram erupções vulcânicas.
Ainda não se pode afirmar com exatidão se a atividade vulcânica intensa do fim do Cretáceo Superior teve alguma relação com o impacto do asteroide com a Terra, mas, independente de qual teoria esteja correta, já é cientificamente aceito que o vulcanismo colaborou diretamente com a extinção K-Pg.
Existe uma grande gama de evidências de que a extinção K-Pg, ao contrário do que muitos pensam, teria sido um processo muito lento, o que favorece teorias como a do vulcanismo. Por outro lado, em 2020, a modelagem do impacto do asteroide Chicxulub mostra que o vulcanismo maciço também poderia ter ajudado a vida a se recuperar do ataque de asteroides a longo prazo. Os efeitos das intensas erupções vulcânicas não teriam sido fortes o suficiente para perturbar substancialmente os ecossistemas globais. Os pesquisadores foram capazes de mapear onde essas condições ainda existiriam em um mundo após um ataque de asteroide ou um vulcanismo maciço. Eles descobriram que apenas o ataque de asteroides teria destruído todos os habitats em potencial de dinossauros, enquanto o vulcanismo teria deixado algumas regiões viáveis ao redor do equador.

### Alterações climáticas

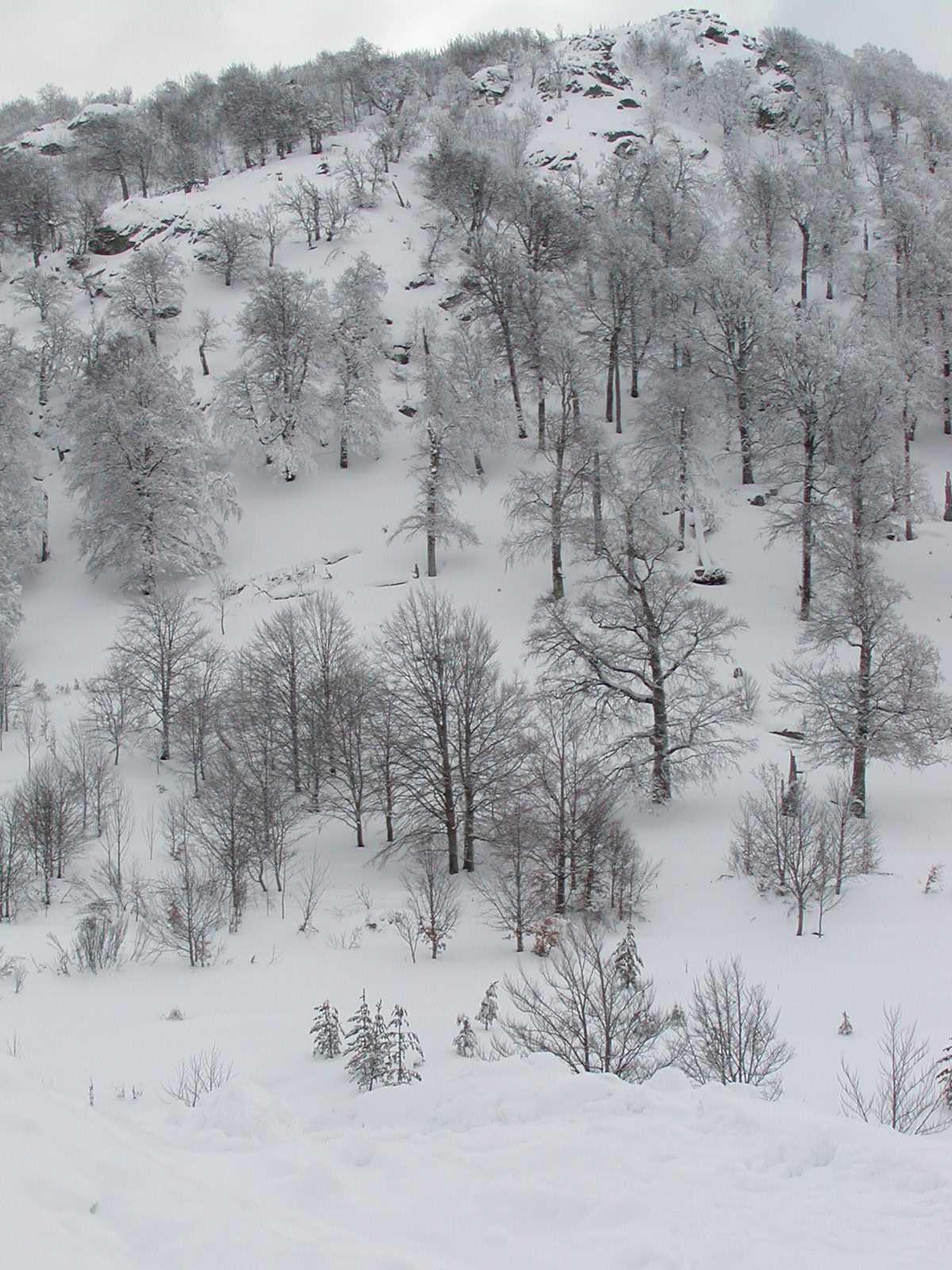
Segundo algumas teorias, a extinção K-Pg teria sido o resultado de violentas mudanças climáticas.

Outra teoria divergente advoga uma violenta alteração climática como agente desencadeador do processo de extinção. Caracterizada por uma queda acentuada na temperatura global e pela inundação de longas áreas de terra, essa alteração climática teria causado a morte súbita de espécies vegetais e animais intolerantes a mudanças no clima. Já as inundações forçaram centenas de espécies a migrar para novas áreas que, na maioria das vezes, não se enquadravam no modelo de habitat ao qual essas espécies estavam adaptadas. Muitos dinossauros nem sequer puderam migrar, pois ficaram ilhados devido aos alagamentos. Com a morte da maior parte da vida vegetal, todos os níveis tróficos da teia alimentar de então foram gravemente afetados e os biomas terrestres entraram em colapso, a falta de comida e os níveis de competição conduziram os dinossauros restantes a uma morte lenta e inevitável.
Essa teoria generaliza demais os aspectos da extinção K-Pg e por isso não tem sido muito aceita. Não se pode comprovar que tantas espécies vegetais morreriam devido a uma mudança no clima e, mesmo que a maioria morresse, acredita-se que algumas espécies pudessem sobreviver e continuar servindo de alimento para alguns dinossauros herbívoros, que não teriam morrido com as alterações no clima, já que muitos dinossauros, principalmente os de grande porte, poderiam ser tolerantes a mudanças nos fatores abióticos dos ecossistemas em que viviam.
Existe também a teoria de que as alterações climáticas, o vulcanismo intenso e o impacto de um meteoro estejam interligados, já que o impacto de um meteoro provoca uma grande onda de choque no Manto da Terra, o que faria com que violentas explosões acontecessem no lado oposto do globo, causando o vulcanismo. Além disso, as cinzas lançadas pelos vulcões, e os detritos, pelo meteoro, poderiam causar as mudanças climáticas. A serie de agentes químicos lançados na atmosfera se combinaria e formaria grandes quantidades de chuva ácida, prejudicando a biodiversidade marinha e a biodiversidade vegetal.

### Duas catástrofes distintas
A descoberta de que a extinção dos dinossauros teria ocorrido milhares de anos após a queda do asteroide obrigou, contudo, a reconsiderar todas as teorias alternativas anteriormente propostas.
Surgiu então uma nova hipótese, bastante aceita atualmente, segundo a qual o asteroide não teria, só por si, causado a extinção K-Pg, mas teria agido em conjugação com outro fenômeno distinto, cuja ação se manifestou apenas milhares de anos mais tarde. De fato, é muito provável que, após a queda do asteroide, alterações climáticas significativas que se teriam verificado tenham concorrido para o desaparecimento das restantes espécies animais e vegetais. Esta "nova" hipótese explicativa corresponde de fato à "união" de outras duas teorias preexistentes.

### Outras teorias
Dentre as teorias que não apontam um fenômeno natural como causa da extinção K-Pg, a mais aceita é a de que pequenos mamíferos onívoros teriam surgido no fim do período Cretáceo e se proliferado rapidamente, como uma praga de gafanhotos. Tais mamíferos se alimentariam de ovos de dinossauro, vegetais, frutas e pequenos lagartos. À medida que esses pequenos animais iam se proliferando e comendo mais ovos e mais vegetais, o crescimento de sua população acelerava, começando uma devastação sem precedentes. Se isso de fato ocorreu, a multiplicação dessa espécie teria que ter sido suficientemente rápida para suprir qualquer forma de defesa evolutiva dos dinossauros ou dos vegetais do fim do Cretáceo.
Esses pequenos mamíferos teriam consumido florestas e espécies inteiras de vegetais, tirando dos dinossauros herbívoros boa parte do seu alimento, uma vez que esses animais eram onívoros, também comiam pequenos animais e ovos de dinossauro, o que pode justificar a extinção de boa parte da fauna e da flora terrestre, mas não explica o ocorrido com a biodiversidade marinha. Outra dificuldade desta teoria é que os continentes estavam separados por oceanos e não havia, portanto, meio de estes mamíferos atravessarem o mar para se proliferar por todas as regiões do globo, pois mesmo que fossem aves isto não seria totalmente possível. Outro detalhe importante é que não foram encontrados esqueletos fósseis destes animais. Uma vez que não se encontram fósseis ou outros vestígios, não se pode provar que tenham existido. É reconhecido que as espécies mamíferas daquele tempo que já se conhecem não poderiam ter sido responsáveis pela extinção K-Pg.
Outra teoria bastante conhecida, mas pouco aceita, advoga que uma estrela próxima explodiu em forma de supernova, liberando, entre outras coisas, grandes quantidades de raios X, raios gama, nêutrons e outros tipos de radiação ionizante que teriam atingido a Terra há 65,5 milhões de anos causando a extinção K-Pg. Entretanto essa teoria não se encaixa com o fato de que 1/3 da vida na Terra sobreviveu à extinção e que gêneros inteiros de animais saíram incólumes de tal catástrofe, e seria tecnicamente impossível tantas espécies sobreviverem a tal fenômeno. Além disso, em décadas de pesquisas espaciais não foram encontrados vestígios de nenhuma estrela próxima que tenha explodido nas últimas centenas de milhões de anos.

### Teorias obsoletas
Outras cinco teorias, outrora muito estudadas, estão, atualmente, obsoletas:
- Desequilíbrio na teia alimentar: teoria de que houve um enorme desequilíbrio populacional entre as espécies carnívoras e herbívoras, de modo que a ação predatória dos carnívoros teria exterminado os herbívoros lentamente. No fim, os carnívoros acabaram morrendo de fome, pois não havia mais herbívoros que lhes servissem de alimento. A teoria foi abandonada por não explicar a extinção das espécies vegetais e marinhas e por não terem sido encontrados vestígios de tal desequilíbrio entre populações herbívoras e carnívoras.
- Superpopulação: uma das teorias menos exploradas, das que já estão obsoletas, é a de que no fim do período Cretáceo o crescimento populacional dos dinossauros alcançou níveis sem precedentes e com isso os recursos foram se tornando cada vez mais escassos, até o ponto em que espécies inteiras de vegetais entrassem em extinção; com isso a falta de comida, combinada com a competição e os níveis de pressão dos bandos, não permitiu mais que os dinossauros se reproduzissem ou cuidassem de seus filhotes. A maior dificuldade dessa teoria é que não há prova alguma de que houve uma superpopulação de dinossauros no fim do período Cretáceo e, mesmo assim, a teoria não explica a presença de irídio nas rochas do fim do Cretáceo, muito menos a extinção das espécies marinhas.
- Evolução fracassada: uma outra teoria sugere que a evolução dos dinossauros acabou "produzindo" criaturas desajeitadas demais e muito vulneráveis aos perigos do meio. Essa teoria tem como base o surgimento de dinossauros com cabeças enormes e golas no pescoço no fim do período Cretáceo. Entretanto, os cientistas provaram que essas características tinham várias utilidades e não tornavam os dinossauros mais vulneráveis aos perigos. O tiranossauro, por exemplo, possuía uma cabeça enorme, o que talvez lhe dificultasse a locomoção, mas isso lhe permitia engolir grandes quantidades de carne de uma só vez e matar suas vítimas com uma só mordida.
- Fracasso na coevolução das plantas e dos dinossauros: há ainda uma hipótese de que, por um processo de evolução, os vegetais tenham se tornado venenosos, tóxicos ou tenham perdido as substâncias necessárias para alimentar grande parte dos animais herbívoros da época, incluindo os dinossauros, com o que incontáveis espécies animais teriam morrido de fome ou de intoxicação. Essa teoria não se encaixa com o fato de que muitas espécies herbívoras e até marinhas também desapareceram na extinção K-Pg; além disso, os estudos mais recentes mostram que no fim do Cretáceo as plantas continuavam nutritivas e não se tornaram tóxicas, ao contrário do que afirmavam os defensores desta teoria.
- Epidemias: apesar de a maioria das teorias anteriores às publicações de Alvarez estarem atualmente obsoletas, algumas ainda são estudadas; exemplo disso é a teoria de que a extinção K-Pg teria sido causada por uma epidemia global. É, no entanto, pouco provável que uma só doença matasse tantas espécies diferentes; de fato, se houve uma epidemia que matou todos os tricerátopos, não significa que ela tenha atingido também os paquicefalossauros ou outros. De qualquer forma, essa teoria não explicaria o desaparecimento conjunto de espécies vegetais e outros animais. Além disso, para se espalhar por todo o mundo, o vírus ou a bactéria causadora da doença precisaria atravessar o oceano para poder infectar mais animais, o que seria extremamente difícil de acontecer.

## Cultura popular
A extinção dos dinossauros é, mesmo que de passagem, um objeto de inspiração para histórias de ficção científica, motivo pelo qual o tema sempre foi bastante explorado pela indústria cultural, sobretudo pelo cinema e pela literatura.

### Passagens no cinema e na televisão
Alguns filmes como Armagedom, Dinossauro e Impacto Profundo apresentam como correta a teoria da queda de asteroide - a mais provável de todas, como visto anteriormente.
Há ainda alguns filmes de fantasia que fazem referência ao fim dos dinossauros. Um bom exemplo disso é o filme Reino do Fogo, que conta a história de uma espécie de dragão pré-histórico que teria se multiplicado aos milhões no fim do Cretáceo, queimando florestas e continentes inteiros em busca de alimento. Quando, finalmente, as espécies animais e vegetais se extinguiram, os dragões ficaram sem alimento, passando a comer uns aos outros até que uns poucos, restantes, adormecessem em cavernas subterrâneas, aguardando que o planeta fosse repovoado para que voltassem a se alimentar. O filme não propõe, de fato, uma teoria (nem essa é a função de um filme de fantasia), até porque a existência de dragões na pré-história nunca foi comprovada, mas, como visto anteriormente, a teoria de que uma espécie ainda desconhecida tenha exterminado boa parte da vida na Terra há 65,5 milhões de anos existe.